# Alqueria de Serra
Alqueria de Serra és un despoblat morisc al terme de Muro de l'Alcoi. Es va despoblar en l'any 1609 junt a l'Alqueria dels Sansos, i a l'Alqueria de Calatayud i la dels Descalç serien la mateixa població i antecessora directa de l'Alqueria dels Capellans.